# Война, Евгений Николаевич
Евгений Николаевич Во́йна (бел. Яўген Мікалаевіч Война; род. 13 января 2000, Слуцк, Минская область) — белорусский футболист, защитник.

## Клубная карьера

### «Энергетик-БГУ»
В 2019 году, после выхода минского «Энергетика-БГУ» в Высшую лигу, стал выступать за дублирующий состав клуба. Также стал привлекаться к основному составу. 27 апреля 2019 года дебютировал в Высшей лиге, выйдя в стартовом составе в матче против солигорского «Шахтёра» (4:3) и был заменен во втором тайме. В дальнейшем в основном составе не участвовал, выступая за дубль. В начале 2021 года, покинув «Энергетик-БГУ», перешёл в команду БГУ из Второй лиги.

### «Локомотив» Гомель
В июле 2021 года перешел в гомельский «Локомотив». Дебютировал за клуб 25 июля 2021 года в матче против пинской «Волны», выйдя на замену на 64 минуте. Вскоре закрепился в основной команде клуба, став одним из ключевых игроков клуба. В дебютном сезоне провёл 17 матчей во всех турнирах, большинство которых сыграл, выйдя в стартовом составе клуба.
В начале 2022 года продолжил тренироваться с гомельским клубом. Первый матч сыграл 10 апреля 2022 года против «Орши», выйдя на замену на 74 минуте. Начинал сезон со скамейки запасных, однако уже в мае 2022 года стал получать ещё меньше игровой практики. На протяжении всего чемпионата оставался игроком замены, лишь 3 матча проведя в стартовом составе. В январе 2023 года футболист покинул клуб.

### «Молодечно-2018»
В феврале 2023 года футболист присоединился к клубу «Молодечно-2018». Дебютировал за клуб 2 апреля 2023 года в матче против гомельского «Локомотива», выйдя натполе в стартовом составе. Первым результативным действием за клуб футболист отличился 13 мая 2023 года в матче против петриковского «Шахтёра», отдав голевую передачу. Дебютный гол за клуб забил 11 июня 2023 года в матче против пинской «Волны». На протяжении всего сезона футболист был одним из ключевых игроков клуба, отличившись 3 забитыми голами и результативной передачей. В декабре 2023 года футболист покинул клуб по окончании срока действия контракта. В январе 2024 года футболист продлил контракт с клубом.

### «Энергетик-БГУ»
В апреле 2024 года футболист на правах свободного агента перешёл в «Энергетик-БГУ».

## Статистика
| Сезон    | Дивизион | Клуб               | Страна        | Матчи | Голы |
| -------- | -------- | ------------------ | ------------- | ----- | ---- |
| 2019     | Д1       | Энергетик-БГУ      | Флаг Беларуси | 1     | 0    |
| 2020     | дубль    | Энергетик-БГУ      | Флаг Беларуси | 23    | 1    |
| 2021 (1) | Д3       | БГУ                | Флаг Беларуси | 10    | 4    |
| 2021 (2) | Д2       | Локомотив (Гомель) | Флаг Беларуси | 16    | 0    |
| 2022     | Д2       | Локомотив (Гомель) | Флаг Беларуси | 11    | 0    |
| 2023     | Д2       | Молодечно-2018     | Флаг Беларуси | 23    | 3    |